# Большой Куртал
Большой Куртал — деревня в Сладковском районе Тюменской области России. Входит в состав Усовского сельского поселения.

## История
До 1917 года входила в состав Усовской волости Ишимского уезда Тюменской губернии. По данным на 1926 год состояла из 69 хозяйства. В административном отношении входила в состав Усовского сельсовета Сладковского района Ишимского округа Уральской области.

## Население
| 2010 |
| ---- |
| 55   |

По данным переписи 1926 года в деревне проживало 385 человек (189 мужчин и 196 женщин), в том числе: русские составляли 98 % населения, киргизы — 2 %.
Согласно результатам переписи 2002 года, в национальной структуре населения русские составляли 86 % из 112 чел.